# 罗西娜·兰达菲阿里松
罗西娜·兰达菲阿里松（英語：Rosina Randafiarison，1999年12月29日—），马达加斯加女子举重运动员，2019年非洲运动会女子45公斤级金牌得主、2023年世界举重锦标赛女子45公斤级银牌得主。